# Saint-Calais-du-Désert
Saint-Calais-du-Désert ist eine französische Gemeinde mit 399 Einwohnern (Stand: 1. Januar 2022) im Département Mayenne in der Region Pays de la Loire; sie gehört zum Arrondissement Mayenne und zum Kanton Villaines-la-Juhel.

## Geographie
Saint-Calais-du-Désert liegt etwa 37 Kilometer nordöstlich von Mayenne am Fluss Mayenne, in den hier der Tilleul einmündet. Die Gemeinde gehört zum Regionalen Naturpark Normandie-Maine. Umgeben wird Saint-Calais-du-Désert von den Nachbargemeinden La Pallu im Nordwesten und Norden, Lignières-Orgères im Norden und Nordosten, Pré-en-Pail-Saint-Samson im Osten und Süden, Saint-Aignan-de-Couptrain im Süden und Südwesten sowie Couptrain und Neuilly-le-Vendin im Westen.
Durch den Südwesten der Gemeinde führt die frühere Routes nationales 176 (heutige D176), die hier mit der Route nationale 807 identisch war.

## Bevölkerungsentwicklung
| 1962                       | 1968 | 1975 | 1982 | 1990 | 1999 | 2006 | 2019 |
| -------------------------- | ---- | ---- | ---- | ---- | ---- | ---- | ---- |
| 447                        | 399  | 341  | 315  | 314  | 318  | 360  | 388  |
| Quellen: Cassini und INSEE |      |      |      |      |      |      |      |

## Sehenswürdigkeiten

Kirche Saint-Calais

- Kirche Saint-Calais